# Новоаккулаєво
Новоаккула́єво (рос. Новоаккулаево, башк. Яңы Аҡҡолай) — село у складі Давлекановського району Башкортостану, Росія. Входить до складу Курманкеєвської сільської ради.
Населення — 195 осіб (2010; 206 в 2002).
Національний склад:
- башкири — 97 %